# Индиана Джоунс
 Тази статия е за франчайза.  За героя вижте Индиана Джоунс.  
Индиана Джоунс (на английски: Indiana Jones) е американски медиен франчайз, състоящ се от пет игрални филма, телевизионен сериал, служещ за предистория, видеоигри, комикси и свързани романи, който описва приключенията на д-р Хенри Уолтън „Индиана“ Джоунс-младши, изигран във всички филми от Харисън Форд, измислен професор по археология. За прототип на героя се смята немският щурмбанфюрер и лчбител-археолог на Аненербе Ото Ран, търсил в Монсегюр Свещения Граал.
Началото на франчайза е поставено с филма от 1981 г. Похитителите на изчезналия кивот. Три години по-късно излиза предисторията Индиана Джоунс и храмът на обречените, а през 1989 г. – продължението Индиана Джоунс и последният кръстоносен поход. Четвъртият филм, Индиана Джоунс и кралството на кристалния череп, е издаден през 2008 г. Премиерата на петия и последен филм, Индиана Джоунс и реликвата на съдбата, е през 2023 г. Поредицата е създадена от Джордж Лукас. Първите четири филма са режисирани от Стивън Спилбърг, който работи в тясно сътрудничество с Лукас по време на продукцията им, докато петият филм е режисиран от Джеймс Манголд. През 1992 г. франчайзът е разширен с телевизионния сериал Хрониките на младия Индиана Джоунс, изследващ героя в детството и младостта му и включващ приключения с родителите му.
Марвел Комикс започват да публикуват По-нататъшните приключения на Индиана Джоунс през 1983 г., а Дарк Хорс Комикс придобиват правата върху комиксите през 1991 г. Публикувани са романи по филмите, както и много романи с оригинални приключения, включително поредица от немски романи на Волфганг Холбайн, дванадесет романа, чието действие се развива преди филмите, публикувани от „Бантам Букс“, и поредица, развиваща се през детството на героя, вдъхновена от сериала. Многобройни видеоигри на Индиана Джоунс са пуснати от 1982 г. насам.

## Произход
През 1973 г. Джордж Лукас пише Приключенията на Индиана Смит. Подобно на Междузвездни войни, това е възможност да се създаде модерна версия на филмовите сериали от 30-те и 40-те години на миналия век. Лукас обсъжда концепцията с Филип Кауфман, с когото работи в продължение на няколко седмици, и решава за Похитителите на изчезналия кивот да използва сюжетния механизъм Макгъфин. Проектът е в застой, когато Клинт Истууд наема Кауфман да напише сценария за Джоузи Уелс извън закона. През май 1977 г. Лукас е на остров Мауи, опитвайки се да избяга от световния успех на Междузвездни войни. Неговият приятел и колега Стивън Спилбърг също е там, на почивка от работа по Близки срещи от третия вид. Спилбърг казва на Лукас, че се интересува от заснемането на филм за Джеймс Бонд, но Лукас му предлага идея, „по-добра от Джеймс Бонд“, очертавайки сюжета на Похитителите на изчезналия кивот. Спилбърг харесва историята, наричайки го „филм за Джеймс Бонд без хардуер“ и предлага фамилията на героя да бъде променена на Джоунс. Спилбърг и Лукас сключват сделка с Парамаунт Пикчърс за пет филма за Индиана Джоунс.
Спилбърг и Лукас имат за цел да направят Индиана Джоунс и храмът на обречените много по-мрачен, заради личните си настроения след разводите си. Лукас прави филма предистория, защото не иска нацистите отново да бъдат злодеите. Той има идеи относно статуята на Краля на маймуните и обитаван от духове замък, но в крайна сметка създава камъните Шанхара, които са използвани във филма. Той наема Уилард Хук и Глория Кац да напишат сценария, тъй като знае за техния интерес към индийската култура. Основните сцени, които са премахнати от Похитителите на изчезналия кивот, са включени в този филм: бягство с помощта на гигантски търкалящ се гонг като щит, падане от самолет в сал и преследване с вагонетка. За третия филм Спилбърг преразглежда концепциите за Краля на маймуните и замъка с духове, преди Лукас да предложи Светия Граал като артефакт. Преди това Спилбърг е го отхвърля като твърде популярен артефакт, но след това измисля история за баща и син и решава, че „Граалът, който всички търсят, може да бъде метафора за син, търсещ помирение с баща си, и баща, търсещ помирение със сина си“.
След излизането на Индиана Джоунс и последният кръстоносен поход през 1989 г. , Лукас приключва поредицата, тъй като смята, че не може да измисли добър сюжет, който да задвижи следващата част, и вместо това избира да продуцира телевизионния сериал Хрониките на младия Индиана Джоунс, който изследва героя в ранните му години. Харисън Форд играе Индиана в един епизод, разказвайки приключенията си през 1920 г. в Чикаго. Когато Лукас заснема ролята на Форд през декември 1992 г., той осъзнава, че сцената отваря възможността за филм с по-възрастна версия на героя, развиващ се през 50-те години на миналия век. Филмът може да отразява научнофантастичен филм от 50-те години на миналия век, с извънземни като сюжетен механизъм. Форд не харесва новия сюжет, казвайки на Лукас: „Няма начин да бъда в такъв филм на Стивън Спилбърг“. Самият Спилбърг, който режисира филмите Близки срещи от третия вид и Извънземното, които са с подобна тематика, се съпротивлява. Лукас измисля история, която Джеб Стюарт превръща в сценарий от октомври 1993 г. до май 1994 г. Лукас иска Индиана да се ожени, което ще позволи на Хенри Джоунс-старши да се завърне, изразявайки загриженост дали синът му е доволен от това, което е постигнал. След като научава, че Йосиф Сталин е проявявал интерес към психическа война, Лукас решава да включи руснаци като злодеи, а извънземните да имат психически сили. След следващата чернова на Стюарт, Лукас наема сценариста на Последния кръстоносен поход Джефри Боам да напише следващите три версии, последната от които е завършена през март 1996 г. Три месеца по-късно Спилбърг казва на Лукас, че не желае да прави друг филм за извънземно нашествие (или поне не до Война на световете през 2005 г.). Вместо това Лукас решава да се съсредоточи върху предисториите на Междузвездни войни.
През 2000 г. синът на Спилбърг го пита кога ще излезе следващият филм за Индиана Джоунс, което го накара да се заинтересува от съживяването на проекта. Същата година Форд, Лукас, Спилбърг, Франк Маршал и Катлийн Кенеди се срещат по време на мероприятие на Американския филмов институт и решават, че искат отново да се насладят на опита да направят филм за Индиана Джоунс. Спилбърг също намира завръщането си в поредица като почивка от многото си мрачни филми през този период. Спилбърг и Лукас обсъждат централната идея, включваща извънземни, и Лукас предлага използването на кристални черепи, за да обоснове идеята. Лукас намира тези артефакти за очарователни като Кивота и възнамерява да ги включи в епизод на младия Индиана Джоунс преди отмяната на сериала. М. Найт Шаямалан е нает да напише сценария за планираните снимки през 2002 г., но той е претоварен от задачата и казва, че е трудно да накара Форд, Спилбърг и Лукас да се съсредоточат. Стивън Гейган и Том Стопард също са потърсени.
Франк Дарабонт, който е сценарист на различни епизоди на сериала, е нает да напише сценария през май 2002 г. Неговият сценарий, озаглавен Индиана Джоунс и градът на боговете, се развива през 50-те години на миналия век, когато бивши нацисти преследват Джоунс. Спилбърг замисля идеята заради фигури от реалния живот като Хуан Перон в Аржентина, за когото се твърди, че е защитавал нацистки военнопрестъпници. Дарабонт твърди, че Спилбърг харесва сценария, но Лукас има проблеми с него и решава сам да поеме писането. Лукас и Спилбърг признават, че обстановката от 50-те години на миналия век не може да пренебрегне Студената война и че руснаците са по-правдоподобни злодеи. Спилбърг решава, че не може да сатиризира нацистите, след като режисира Списъкът на Шиндлер, докато Форд смята, че „ние изтъркахме сюжета с нацистите докрай“. Основният принос на Дарабонт е повторното представяне на Мариън Равънууд като любовен интерес на Индиана, но той им дава 13-годишна дъщеря, която Спилбърг решава, че е елементът е твърде подобен на Изгубеният свят: Джурасик парк.
Джеф Нейтънсън се среща със Спилбърг и Лукас през август 2004 г. и предава следващите чернови на сценария през октомври и ноември 2005 г., озаглавени Атомните мравки. Дейвид Коъп продължава оттам историята, давайки на сценария си подзаглавието Разрушител на светове, базирано на Дж. Робърт Опенхаймер. Заглавието е променено на Кралството на кристалния череп, тъй като Спилбърг намира това за по-привлекателно заглавие, което всъщност назовава сюжетния механизъм. Коъп иска да изобрази героя на Мът като маниак, но Лукас отказва, обяснявайки, че трябва да прилича на Марлон Брандо в Дивият; „Той трябва да бъде това, което бащата на Индиана Джоунс е мислил за него – проклятието се връща под формата на собствения му син – той е всичко, което един баща не може да понесе“. Коъп си сътрудничи с Лорънс Касдан по „любовната ниша“ във филма.
Разработката на петия филм започва през 2008 г., но проектът е в застой с години. През 2012 г. Уолт Дисни Къмпани придобива Лукасфилм, продуцентската компания на поредицата, като по този начин става собственик на интелектуалната собственост върху Индиана Джоунс. На следващата година Уолт Дисни Студиос придобива правата за разпространение и маркетинг на бъдещи филми за Индиана Джоунс, като Парамаунт запазва правата за разпространение на първите четири филма и получава „финансово участие“ от всички последващи филми. Разработването на филма продължава, като в крайна сметка се оформя в Индиана Джоунс и реликвата на съдбата. Филмът е режисиран от Джеймс Манголд, който е съавтор на сценария с Джез и Джон-Хенри Бътъруърт. Първоначално Спилбърг е нает да режисира филма, преди да предаде проекта на Манголд. Вместо това Спилбърг е изпълнителен продуцент с Лукас, заедно с продуцентите Кенеди и Маршал. Форд изпълнява главната роля, заедно с Карън Алън и Джон Рис-Дейвис, а новите членове на актьорския състав са Фийби Уолър-Бридж, Мадс Микелсен, Томас Кречман, Бойд Холбрук, Шонет Рене Уилсън, Тоби Джоунс и Антонио Бандерас. Филмът е копродуциран от Лукасфилм и Уолт Дисни Пикчърс, отбелязвайки първия филм от поредицата с участието на Дисни. Записите започват в Обединеното кралство през юни 2021 г. и приключват през февруари 2022 г. Това беше последният път, когато Форд играе главния герой, и е последният филм от франчайза като цяло. Индиана Джоунс и реликвата на съдбата е пуснат от Дисни на 30 юни 2023 г.

## Филми
| Филм                                            | Премиера    | Режисьор        | Сценарист(и)                                                       | Автор(и) на историята                                              | Композитор  | Продуцент(и)                                  |
| ----------------------------------------------- | ----------- | --------------- | ------------------------------------------------------------------ | ------------------------------------------------------------------ | ----------- | --------------------------------------------- |
| Похитителите на изчезналия кивот                | 12 юни 1981 | Стивън Спилбърг | Лорънс Касдан                                                      | Джордж Лукас и Филип Кауфман                                       | Джон Уилямс | Франк Маршал                                  |
| Индиана Джоунс и храмът на обречените           | 23 май 1984 | Стивън Спилбърг | Глория Кац и Уилард Хук                                            | Джордж Лукас                                                       | Джон Уилямс | Робърт Уотс                                   |
| Индиана Джоунс и последният кръстоносен поход   | 24 май 1989 | Стивън Спилбърг | Джефри Боам                                                        | Мено Мейес и Джордж Лукас                                          | Джон Уилямс | Робърт Уотс                                   |
| Индиана Джоунс и кралството на кристалния череп | 22 май 2008 | Стивън Спилбърг | Дейвид Коъп                                                        | Джордж Лукас и Джеф Нейтънсън                                      | Джон Уилямс | Франк Маршал                                  |
| Индиана Джоунс и реликвата на съдбата           | 30 юни 2023 | Джеймс Манголд  | Джез Бътъруърт, Джон-Хенри Бътъруърт, Дейвид Коъп и Джеймс Манголд | Джез Бътъруърт, Джон-Хенри Бътъруърт, Дейвид Коъп и Джеймс Манголд | Джон Уилямс | Саймън Емануел, Франк Маршал и Катлийн Кенеди |

### Сюжет
Сюжетът, описан във филмите, съставляващи основната поредица, разказва за преживяванията на Хенри Уолтън Джоунс-младши, професор по археология, по-известен с прякора си Индиана Джоунс или Инди, който обикновено си сътрудничи с правителството на САЩ, за да открие обекти на историческо значение между 1930-те и 1950-те години.
В Индиана Джоунс и храмът на обречените, след като се измъква от китайски гангстери, авантюристът отива в Индия, за да намери някои мистични камъни и да спаси група деца, отвлечени от култа на удушвачите, чиито членове използват черна магия и водят до извършване на човешки жертвоприношения в чест на богинята Кали. По-късно Инди се изправя срещу нацистите във филмите Похитителите на изчезналия кивот и Индиана Джоунс и последният кръстоносен поход, за да им попречи да присвоят Кивота и Свещения Граал, които те възнамеряват да използват, за да създадат непобедима армия и съответно да получат безсмъртие. Около няколко десетилетия по-късно подобна ситуация се случва в Индиана Джоунс и кралството на кристалния череп, когато Инди научава, че агентите на Съветския съюз копнеят да получат сили от кристални черепи от извънземни. Междувременно, в Индиана Джоунс и реликвата на съдбата, авантюристът отново се изправя срещу нацистите, за да им попречи да използват устройство, създадено от Архимед и напомнящо на механизма на Антикитера, способно да извършва пътуване във времето.